# Constance Demby
Constance Demby (n. 9 mai 1939, Oakland, California, SUA – d. 19 martie 2021, Pasadena, California, SUA) a fost o artistă, compozitoare, vocalistă, proiectantă de instrumente muzicale originale, pictoriță, sculptor, și producătoare  multi-media. Considerată un pionier și inovatoare în lumea sunetului, muzica ei spațialo-simfonico-electronico-clasico-contemporană se încadrează în mai multe categorii, inclusiv muzică ambient sau space music.
Ea este cel mai bine cunoscută pentru albumul ei din 1986, Novus Magnificat, care a ajuns în anul 2002, în lista Cele mai influente 25 albume ambient ale tuturor timpurilor (în engleză - The 25 Most Influential Ambient Albums Of All Time).

## Premii
Votat - "Unul din cele mai bune albume ale deceniului. " - Revista Pulse!
Votat - "Unul din Cele mai influente 25 albume ambient ale tuturor timpurilor" - New Age Voice
Votat - "Unul din cele mai bune 25 de albume New Age" - New Age Retailer
Votat - "Alegerea Editorului" – Premiile revistei Third Annual Digital Audio
Votat - "Top 50 definitiv în Biblioteca de CD-uri New Age" - CD Review
Votat - “TOP 15 – Lista de Albume Electronice New Age”

## Discografie

### Albume
- 1978: Skies Above Skies (CS, Sound Currents/Gandarva)
- 1980: Sunborne (CS, Sound Currents/Gandarva)
- 1982: Sacred Space Music (CS, Sound Currents/Gandarva; 1988 CD, Hearts of Space Records)
- 1986: Novus Magnificat (Hearts of Space Records)
- 1989: Set Free (Hearts of Space Records)
- 1995: Aeterna (Hearts of Space Records)
- 1998: The Beloved (Living Essence Foundation)
- 1998: The Heart Meditation  (Living Essence Foundation)
- 2000: Faces of the Christ (Sound Currents)
- 2001: Sanctum Sanctuorum (Hearts of Space Records)
- 2004: Spirit Trance (Hearts of Space Records)
- 2004: Sonic Immersion (Sound Currents)
- 2011: Ambrosial Waves – Healing Waters (Sound Currents)

### Albume Live
- 1984: Constance Demby at Alaron (live, 1983)(CS, Sound Currents/Gandarva)
- 2000: Attunement: Live in Concert (live, 1999)(First Light Music; Sound Currents)
- 2008: Live in Tokyo (live, 2002, CD-DVD)(Sound Currents)

### Compilații
- 1987: Light of This World (compilație, best-of 1978–1986, plus 2 piese originale)(CS/CD, Sound Currents)
- 1991: Polar Shift (compilație, o piesă originală compusă de Demby)(Private Music)